# Aechmea pubescens
Espèce
Classification phylogénétique
Aechmea pubescens est une espèce de plantes à fleurs de la famille des Bromeliaceae, endémique du Panama.